# 8437 Bernicla
8437 Bernicla è un asteroide della fascia principale. Scoperto nel 1971, presenta un'orbita caratterizzata da un semiasse maggiore pari a 2,5278514 UA e da un'eccentricità di 0,0440507, inclinata di 2,44924° rispetto all'eclittica.